# Capistrano (Brasil)
Capistrano es un municipio brasileño del estado del Ceará. Su población estimada en 2004 era de 16 301 habitantes. Está localizado en el Macizo de Baturité.

## Etimología
El topónimo Capistrano es una alusión al historiador João Capistrano Honório de Abreu. Su denominación original era Ribeira do Riachão, Riachão, en 1933 Capistrano de Abreu y desde 1938, Capistrano.

## Política
La administración municipal se localiza en la sede: Capistrano.

## Geografía

### Clima
Tropical caliente semiárido en la parte central, este y sur del territorio, en la porción noroeste, más próximo a sierra de Baturité, el clima es tropical caliente semiárido suave y tropical caliente subhúmedo con un promedio de lluvias media en la sede municipal de 1088 mm con lluvias concentradas de enero a abril.

### Hidrografía y recursos hídricos
Los principales cursos de agua son los ríos Putiú y Pesquero (afluentes del río Choró), y los arroyos de la Laguna Nueva, Furna de la Onça, Oiticica, del Tranco, de la Abeja y Curimatã.

### Relieve y suelos
Localizado en el pie del Macizo de Baturité y las principales elevaciones son: la sierra del Vicente y el cerro de la Punta Gruesa.

### Vegetación
Caatinga arbustiva densa, vegetación semicaduco tropical, vegetación húmeda caducifolia y Bosque Ciliar.

## Economía
La economía de Capistrano está basada en la agricultura: algodón, caña de azúcar, arroz, maíz y frijol; ganadería: bovinos, porcinos y avícola.
Existen cinco industrias: cuatro de productos alimenticios y una de vestuario, calzados y artículos de cuero y pieles.

## Cultura
El principal evento cultural es la fiesta de la patrona: Nuestra Señora del Nazaré (8 de septiembre).